# سفارة المجر في الصين
سفارة المجر في الصين هي أرفع تمثيل دبلوماسي لدولة المجر لدى الصين. تقع السفارة في بكين وهي تهدف لتعزيز المصالح المجرية في الصين.

## وصلات خارجية
- الموقع الرسمي
- قائمة سفارات المجر
- قائمة السفارات في الصين